# Orenjë
Orenjë là một xã trong quận Librazhd thuộc hạt Elbasan, Albania. Dân số năm 2005 là 6387 người.